# گلوله‌شدن (رفتار جانوری)

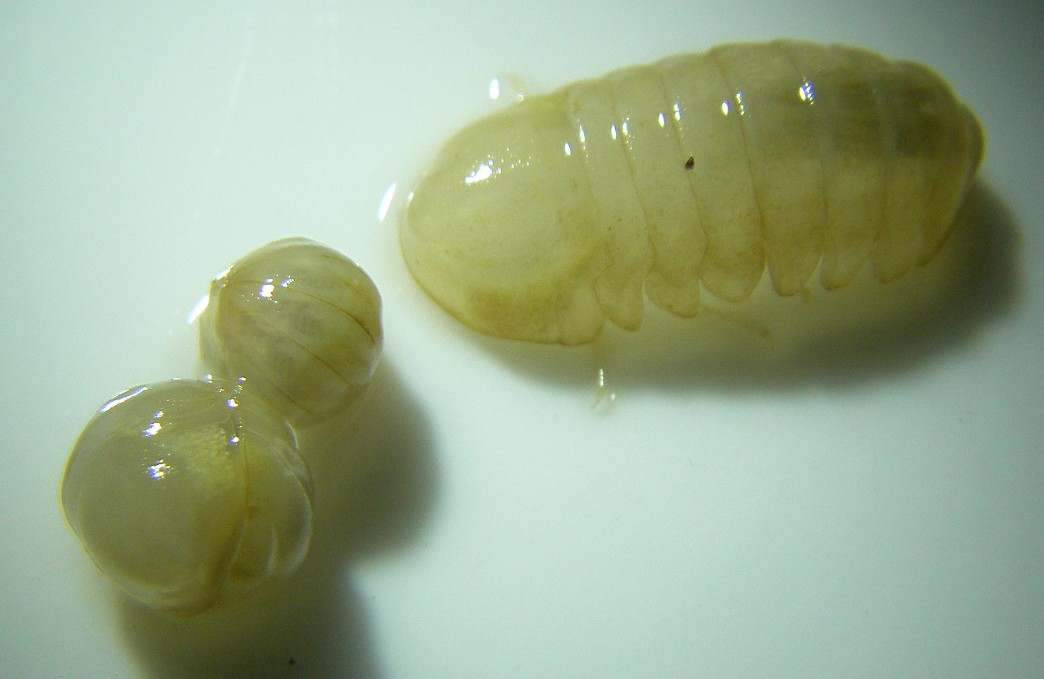
Caecosphaeroma burgundum: دو تا از سه حشره قرص خود را به «قرص» تبدیل کرده‌اند.

گلوله‌شدن (به انگلیسی: Volvation) (از واژهٔ لاتین volvere به معنی گرد (roll)، و پسوند -(a)tion؛ که گاهی به عنوان enrollment یا conglobation نامیده می‌شود)، یک رفتار دفاعی در جانوران خاصی است که در آن جانور بدن خود را به شکل توپ درمی‌آورد و فقط سخت‌ترین بخش‌ها از پوشش آن (یعنی «زره» جانور) یا خارهای آن را به شکارگران نشان می‌دهد.
در میان آرمادیلوها، تنها گونه‌هایی از جنس گلوله‌ای‌ها (آرمادیلوهای سه‌نواره آمریکای جنوبی) می‌توانند به شکل یک توپ دفاعی غلت بزنند. آرمادیلوهای نه‌نواری و گونه‌های دیگر دارای صفحات بسیار زیادی هستند.
گلوله‌شدن توسط کرم‌های خاکی در دوره‌های گرمای شدید یا خشکسالی استفاده می‌شود.
در میان قرص‌های هزارپا، گلوله‌شدن هم حفاظتی در برابر تهدیدهای بیرونی و هم در برابر کم‌آبی بدن است.

## نگارخانه

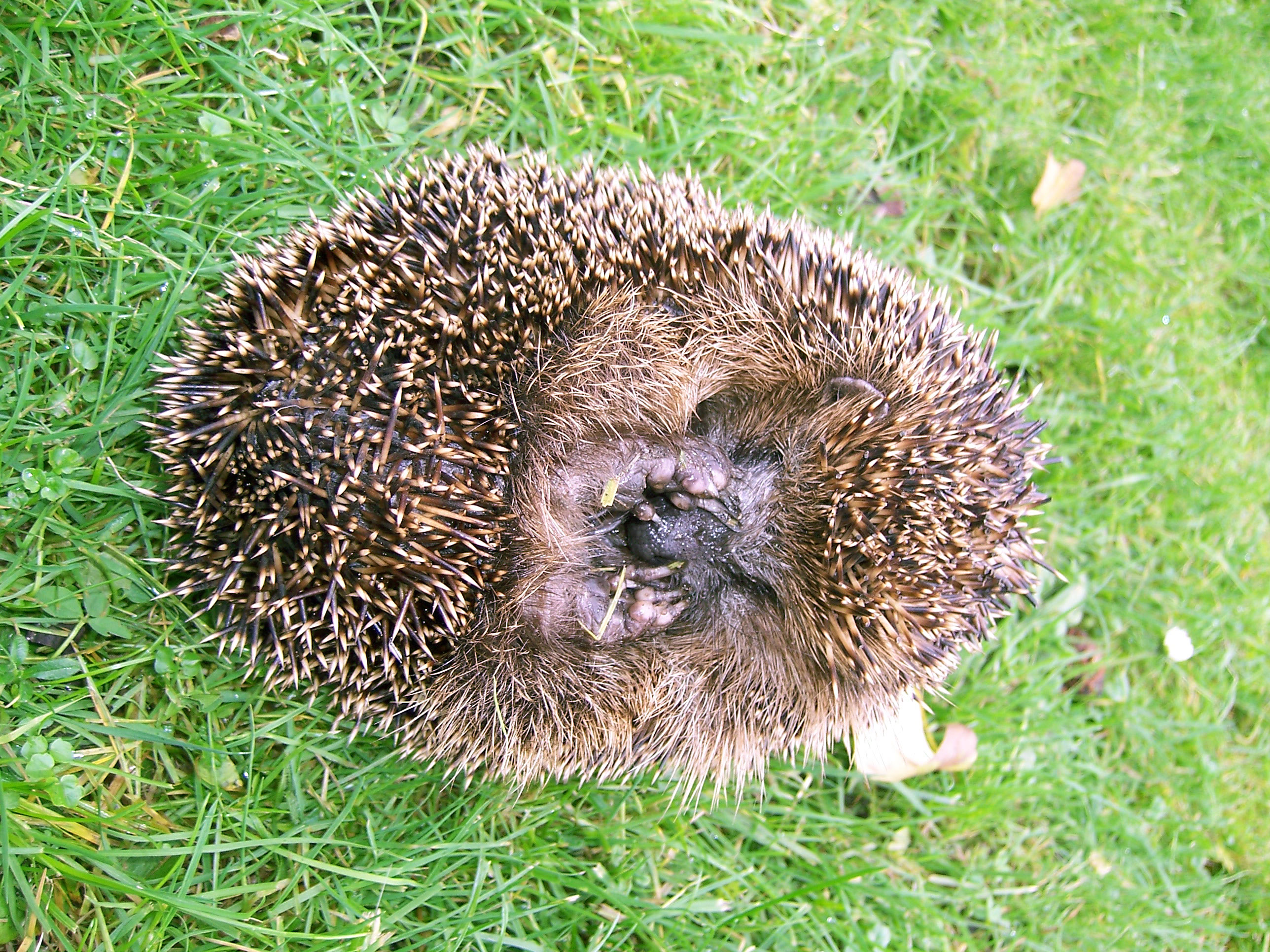
خارپشت اروپایی (Erinaceus europaeus).
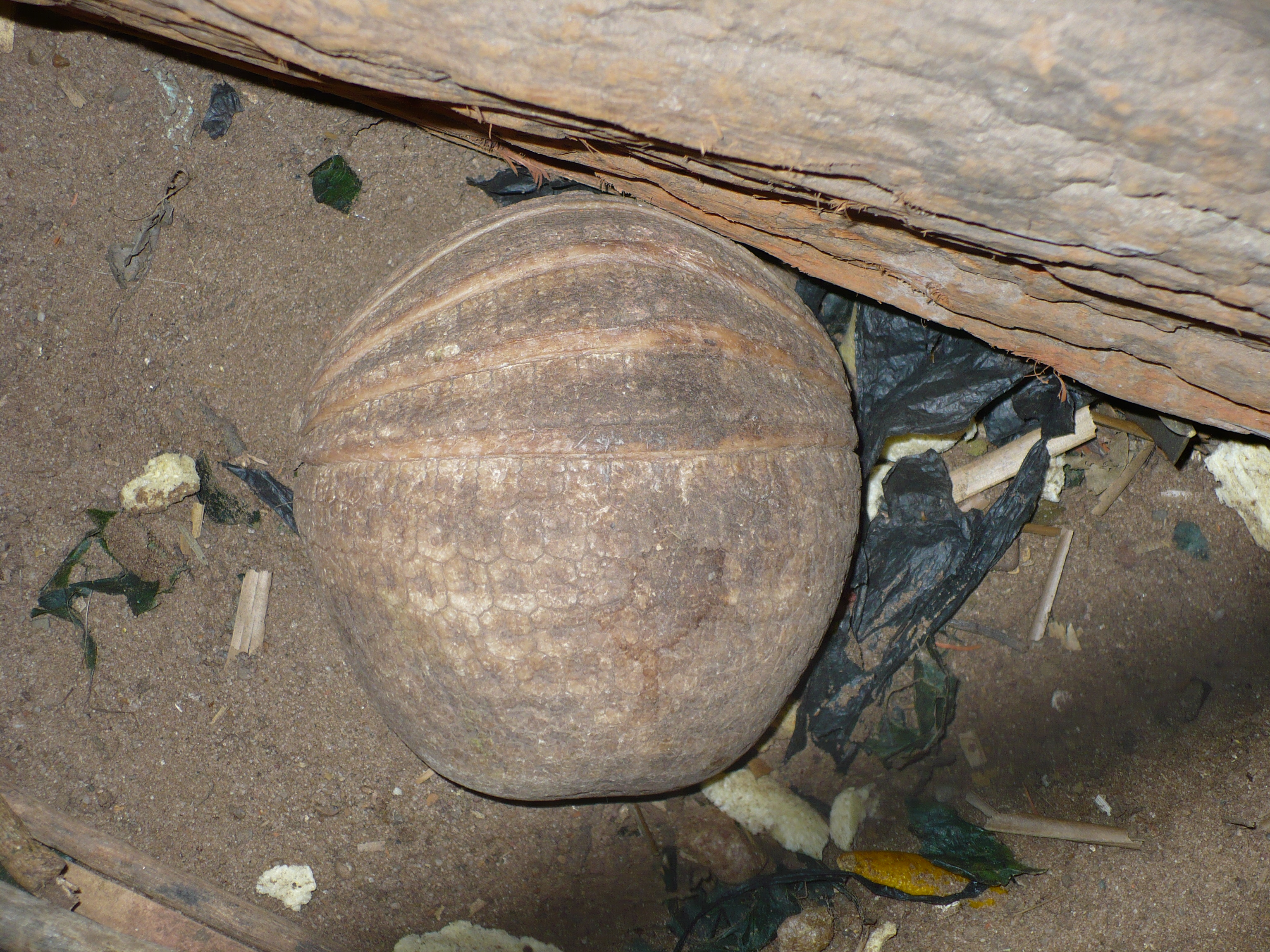
آرمادیلوی سه‌نواره جنوبی (Tolypeutes matacus).
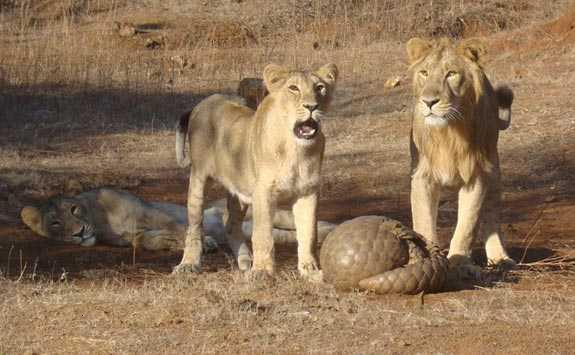
پانگولین هندی (Manis crassicaudata) در حال دفاع از خود در برابر شیر آسیایی ( Panthera leo persica ).
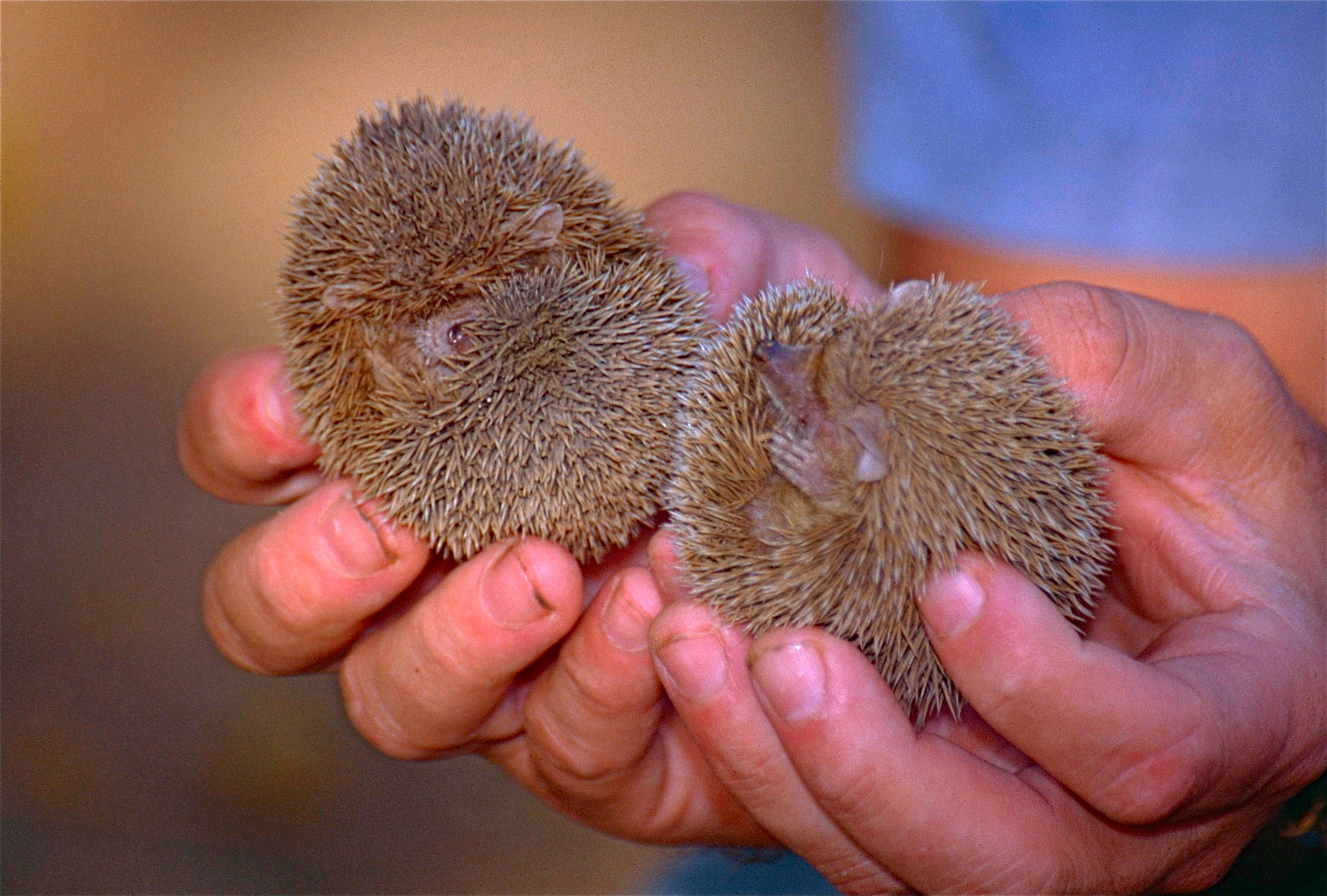
دو خارپشت کوچک (Echinops telfairi).
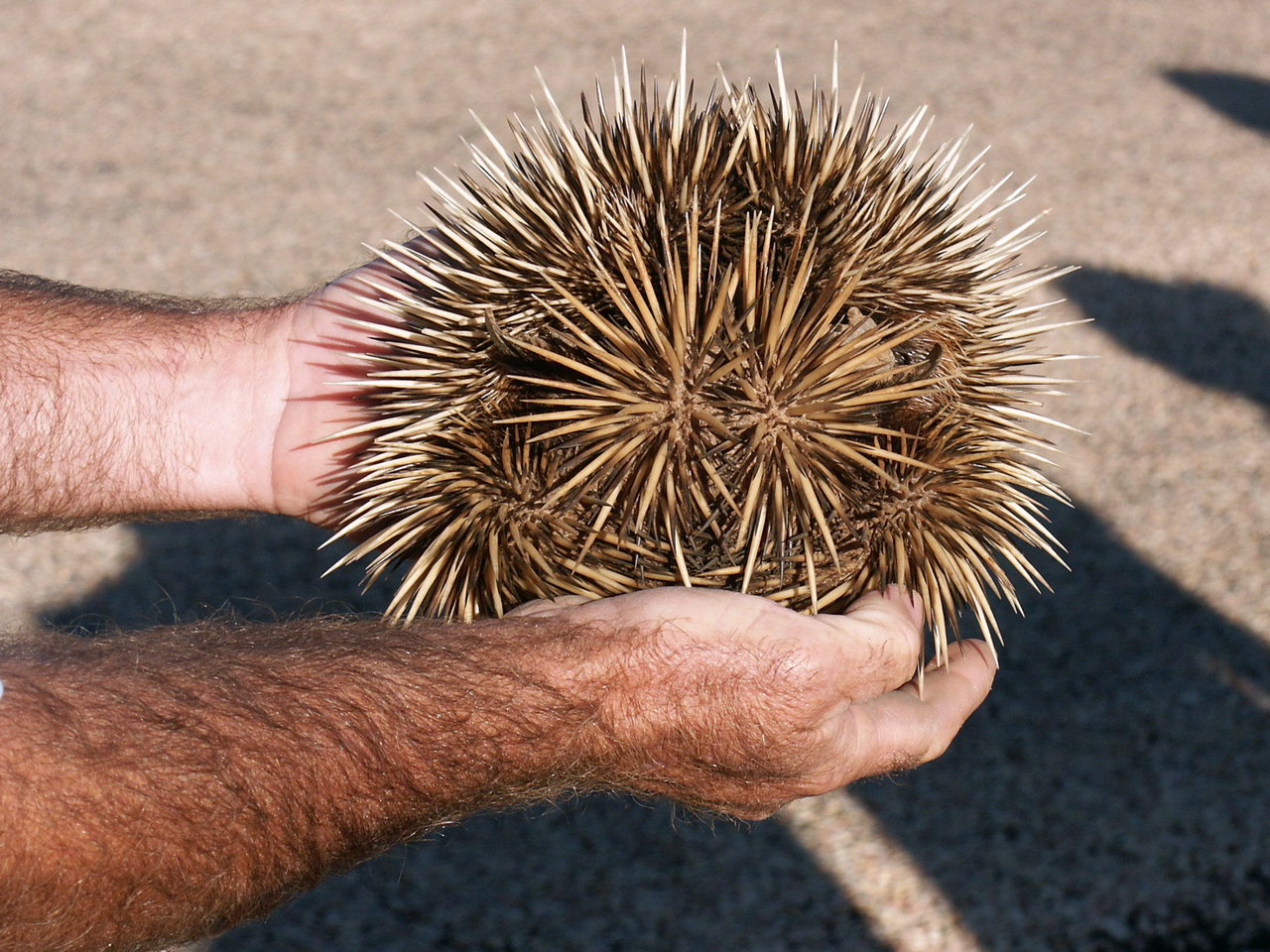
اکیدنه نوک‌کوتاه (Tachyglossus aculeatus) که به شکل یک توپ در می‌آید.
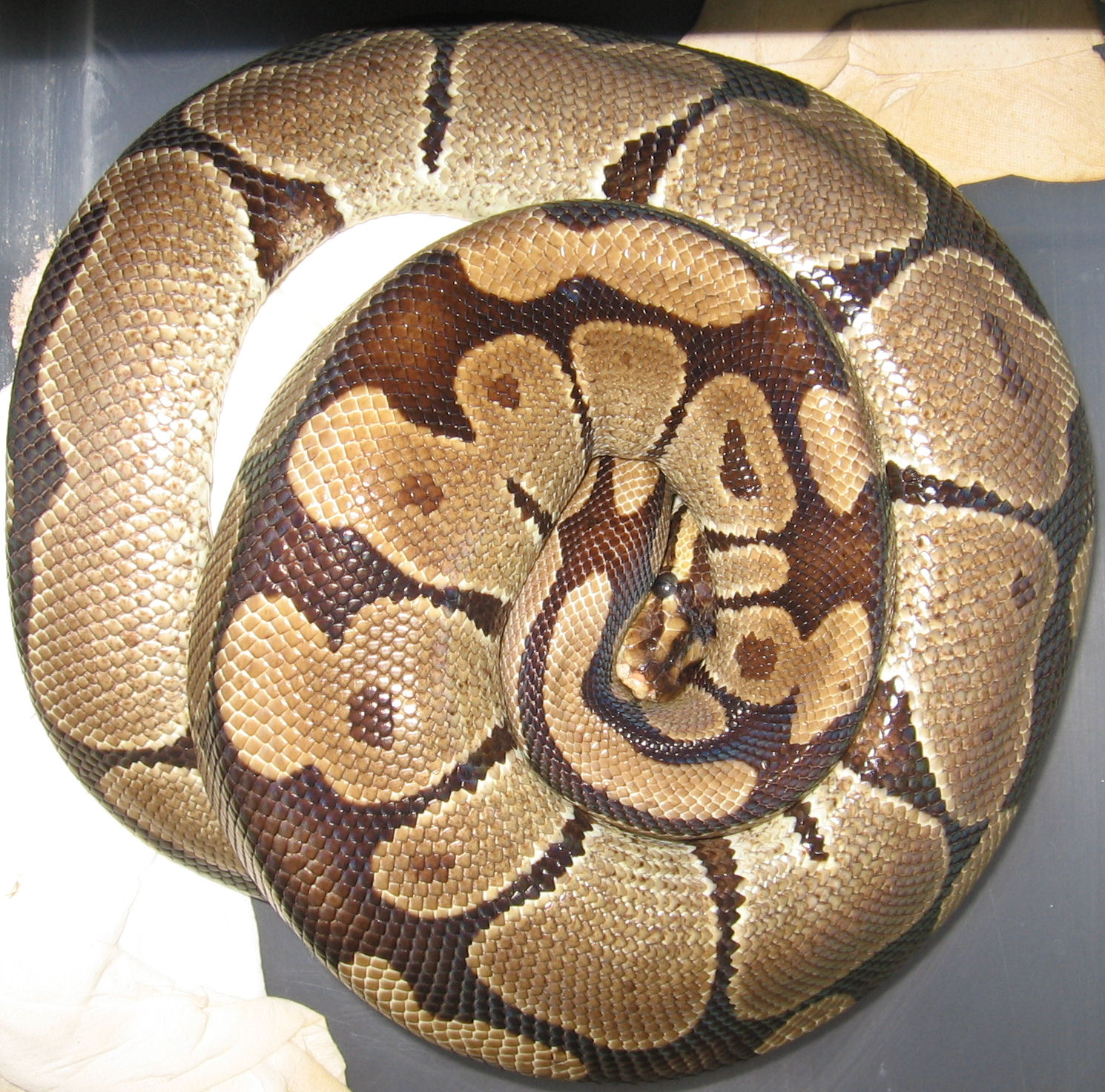
پایتون توپی (Python regius) در هنگام استرس یا ترس به شکل توپ در می‌آید.
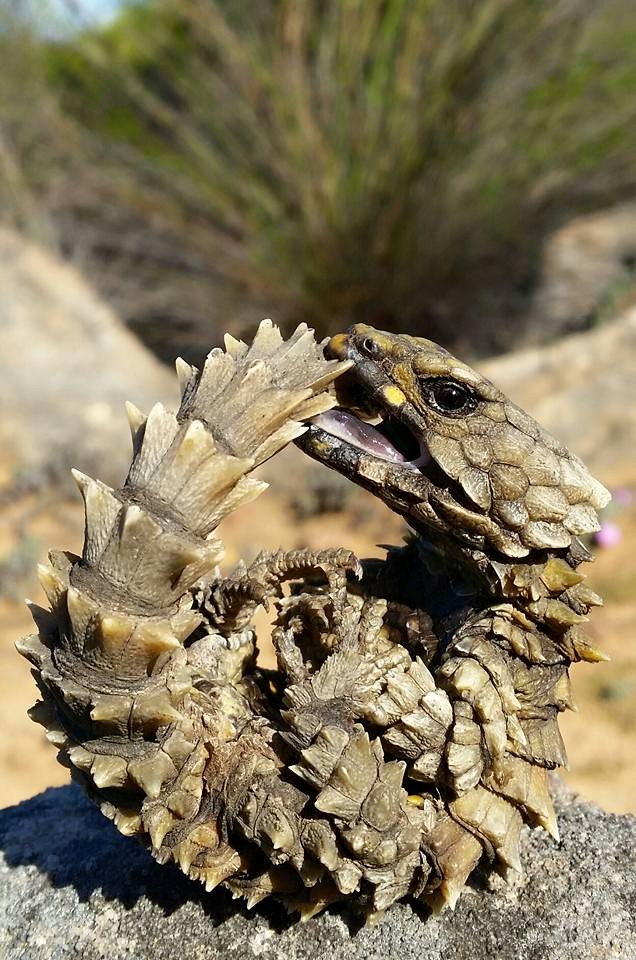
مارمولک بنددار آرمادیلو (Oroborus cataphractus).
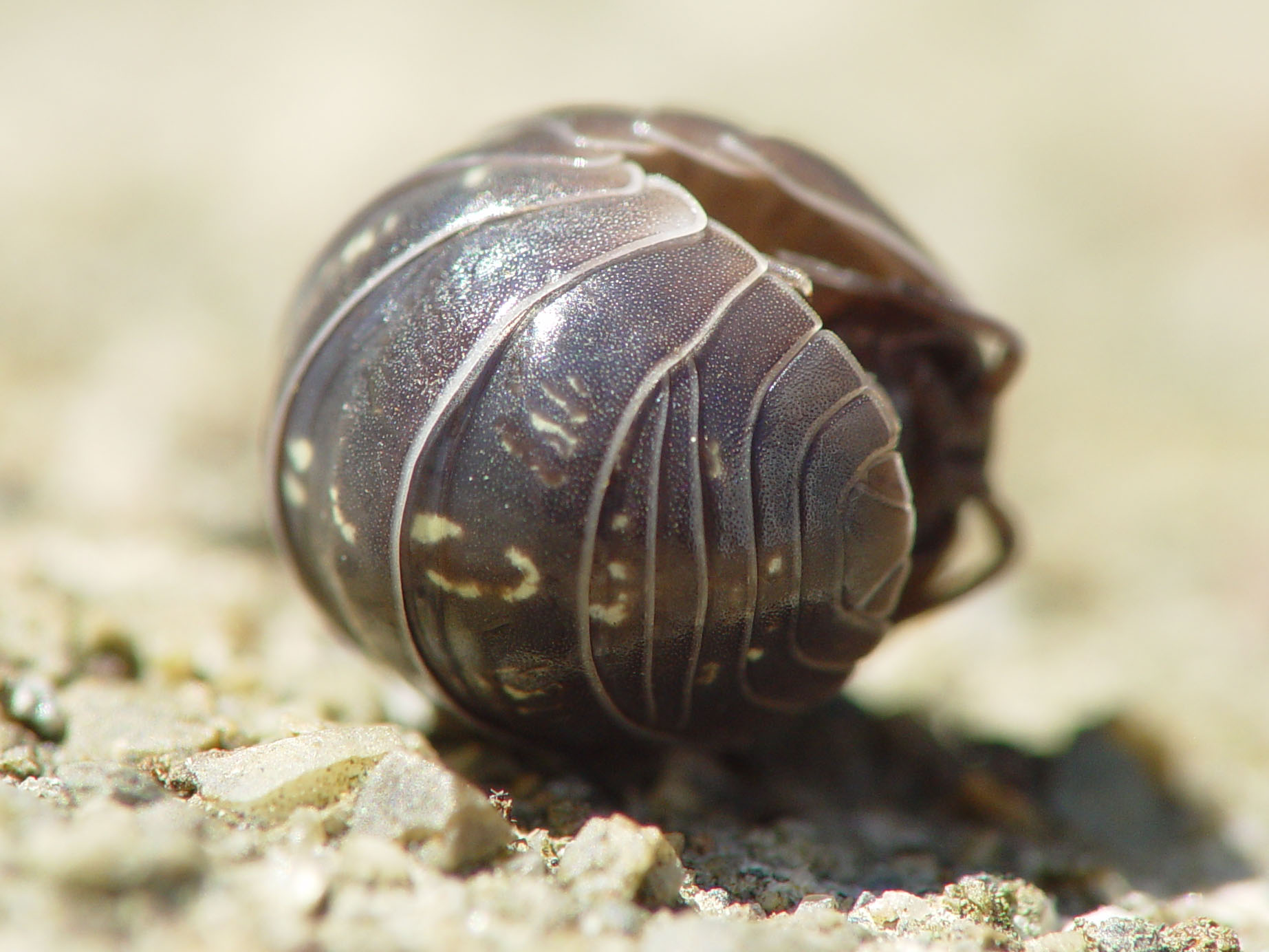
خرخاکی معمولی ( Armadillidium vulgare ) از گلوله‌ای که هنگام جمع شدن شبیه آن است نام‌گذاری شده‌است.
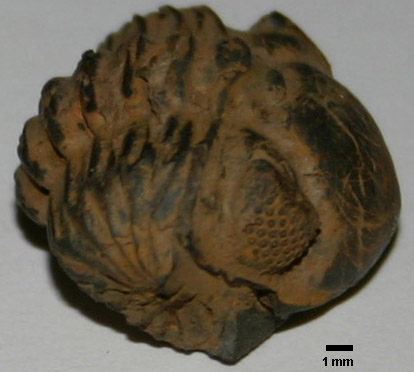
Phacops rana، یک تریلوبیت از دوره دونین.
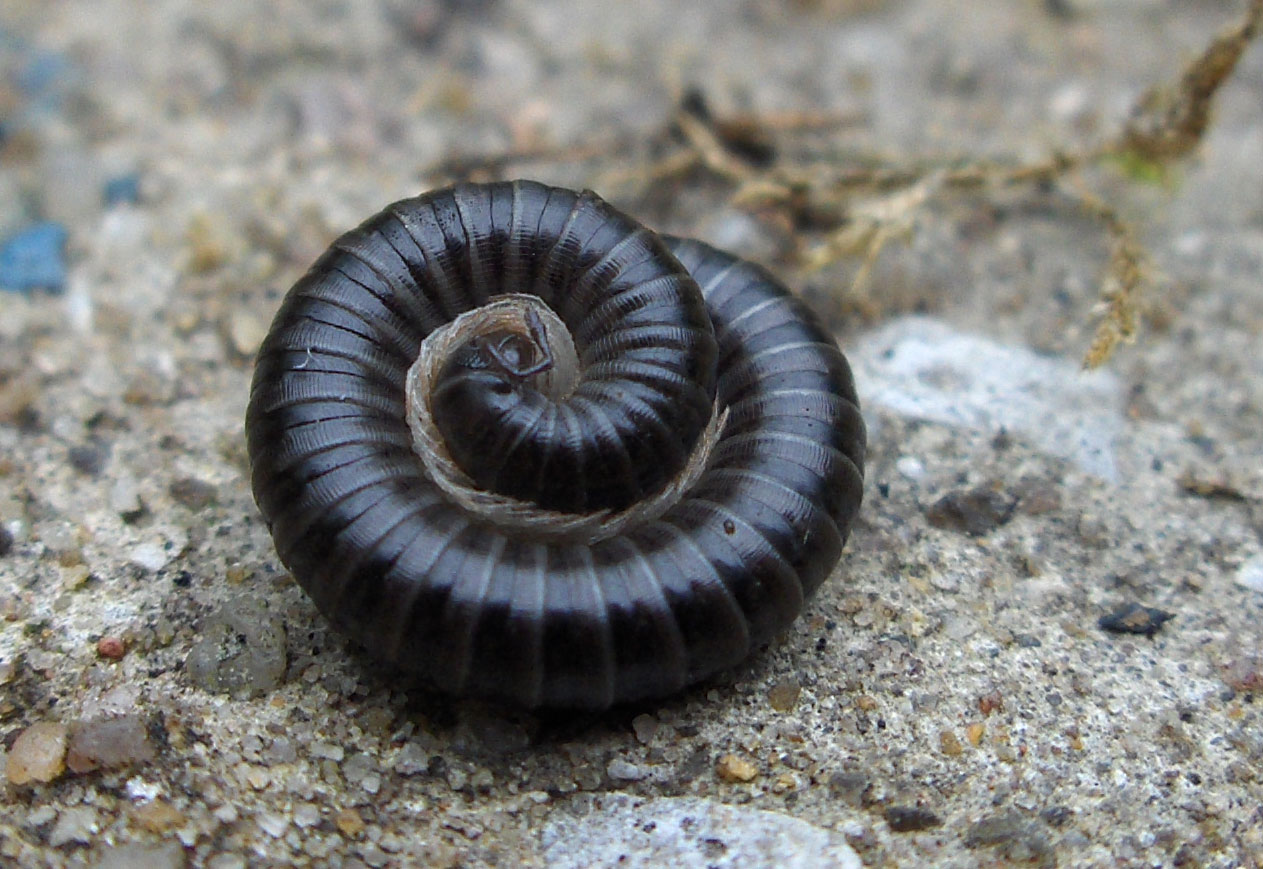
Tachypodoiulus niger، هزارپا، با پاها در داخل و سر در مرکز.

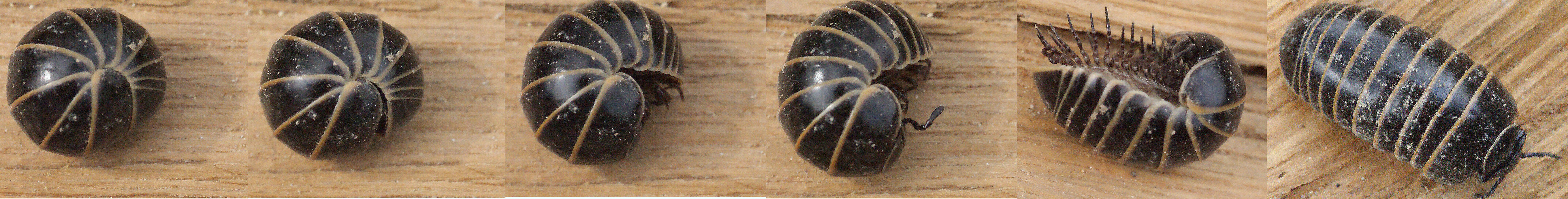
مراحل باز شدن گلوله خرخاکی (Glomeris marginata).